# Heinkel HD 37
O Heinkel HD 37 foi um caça desenvolvido pela Heinkel, na Alemanha, durante os anos 20, porém produzido na URSS para a Força Aérea Soviética, onde tinha o nome Polikarpow I-7. Era um pequeno biplano monomotor de cockpit aberto.